# Бурхард, Генрих
Генрих Бурхард (нем. Heinrich Burchard; 5 октября 1894, Фульда — 11 апреля 1945, Любтен) — военачальник нацистской Германии, генерал зенитных войск.

## Биография
С марта 1914 года на военной службе в артиллерийском полку Лотарингии № 16.
Участник Первой мировой войны.
После роспуска германской армии оставлен в рейхсвере, служил в артиллерийских и транспортных частях. В 1930 году окончил Высшую техническую школу Шарлоттенбурга и курсы офицеров Генштаба (1937).
С 1 октября 1934 года — командир транспортного (зенитного) батальона «Вольфенбюттель», который в октябре 1935 был передан люфтваффе.
С 1 февраля 1938 года — начальник Оперативного отдела академии ВВС нацистской Германии. С 30 июня 1938 года — начальник штаба 12-й авиационной области, с 15 августа 1940 года — авиационной области «Западная Франция». С 3 декабря 1940 по 1 июля 1941 — начальник 2-го командования ПВО. С 1 августа 1941 года — начальник 7-го командования ПВО. С 1 сентября 1941 года — командир 7-й зенитной дивизии. С 21 февраля 1942 года — начальник Лицевого штаба авиационной области «Северная Африка». С 6 августа по 21 декабря 1942 года — командир 19-й, с 1 марта 1943 года — 7-й зенитной дивизии. С 10 июля 1944 года — генерал зенитных войск для особых поручений при главнокомандующем ВВС нацистской Германии.
11 апреля 1945 года покончил жизнь самоубийством.

## Звания
- Фанен-юнкер (23 марта 1914)
- Фендрик (1 марта 1915)
- Лейтенант (18 апреля 1915)
- Обер-лейтенант (1 августа 1922)
- Гауптман (1 января 1928)
- Майор (1 июля 1934)
- Оберст-лейтенант (1 октября 1936)
- Оберст (1 февраля 1939)
- Генерал-майор (1 ноября 1940)
- Генерал-лейтенант (1 августа 1941)
- Генерал зенитных войск (1 сентября 1944)

## Награды
- Железный крест 2-го и 1-го класса
- Нагрудный знак «За ранение» в чёрном
- Почётный крест Первой мировой войны 1914/1918 с мечами
- Медаль «За выслугу лет в вермахте» 4-го, 3-го, 2-го класса (18 лет)
- Нагрудный знак пилота
- Медаль «В память 1 октября 1938 года»
- Почётная пряжка на ленте для сухопутных войск 2-го и 1-го класса
- Серебряная медаль «За воинскую доблесть» (Италия)
- Нагрудный знак зенитной артиллерии люфтваффе
- Манжетная лента «Африка»
- Немецкий крест в золоте (23 февраля 1943)

Некоторые немецкие историки утверждают, что Бурхард 31 октября 1944 года был награждён Рыцарским крестом Железного креста, однако документальных подтверждений этому нет.